# Монотелитство
Монотелитството е неуспешен исторически опит за обединение на православието и монофизитството. Според него Христос има две природи, но само една воля и едно действие или енергия. Обявено е за ерес на Шестия Вселенски Събор през 680 – 681 г. в Константинопол, ръководен от император Константин IV Погонат. Най-видните борци срещу монотелитството са св. Софроний Йерусалимски, преп. Максим Изповедник, св. папа Мартин I и др.
В миналото последователи на монотелитството са били ливанските маронити, които впоследствие преминават към православната вяра и днес са униати в Римокатолическата църква. Папа Хонорий I, който е поощрявал помирението между монофизитите и православните на изток и който не е бил смятан за привърженик на ереста, но е неглижирал учението на монотелитите, е бил осъден на Тринайсетата сесия на Шестия вселенски събор от папа Лъв II за небрежност и слабо лидерство, защото писмата и напътствията му са били в състояние да заличат ереста още в корените ѝ. В кореспонденцията му с Константинополския патриарх – еретика Сергий I, ясно си проличава частния и личен приятелски характер в наставленията на папата към патриарха, а не от позицията на върховен примат във Вселенската църква, приемник на Първия престол – ex cathedra.